# قانون خاندان امپراتوری
قانون خاندان امپراتوری (به ژاپنی: 皇室典範, Kōshitsu Tenpan Law) یک اساسنامه در قانون ژاپن حاکم بر خط جانشینی امپراتوری، عضویت در خاندان امپراتوری، و چندین مورد دیگر مربوط به اداره دودمان یاماتو است.
در سال ۲۰۱۷، دایت ملی قانون را تغییر داد تا امپراتور ژاپن بتواند ظرف سه سال از قدرت کناره‌گیری کند. با این تغییر، امپراتور آکی‌هیتو در ۳۰ آوریل ۲۰۱۹ استعفا داد.